# Educomunicação
Educomunicação é um campo teórico-prático que propõe uma intervenção a partir de algumas linhas básicas como: educação para a mídia; uso das mídias na educação; produção de conteúdos educativos; gestão democrática das mídias; e prática epistemológica e experimental do conceito. A educomunicação pode ser entendida como um paradigma e em sua finalidade ela propõe a construção de ecossistemas comunicativos, abertos e criativos com relação horizontalizada entre os participantes e produção colaborativa de conteúdos utilizando diversas linguagens e instrumentos de expressão, arte e comunicação. Como se entende pelo nome, é o encontro da educação com a comunicação, multimídia, colaborativa e interdisciplinar. Pode ser desenvolvida em qualquer ambiente de formação, não está reduzida ao âmbito da educação formal, embora muitas experiências no Brasil venham acontecendo em escolas, especialmente com crianças e adolescentes. O termo também é conhecido abreviadamente como educom. Exemplos de educomunicação são o uso de rádio escola, web rádio virtual, jornal comunitário, videogames, softwares de aprendizagem on-line, podcasts, blogs, fotografia,  produção de notícias para veiculação em mídias livres e etc.
Desde a década de 1970, instituições supra-estatais, como a UNESCO, reconhecem a importância da formação na interface entre comunicação, educação e ação, que, sendo transversal, requer tratamento específico em programas escolares, na formação de professores, na educação de famílias e mesmo em adultos, idosos, donas de casa, desempregados. No Brasil várias organizações, movimentos sociais e alguns projetos governamentais desenvolvem programas de educomunicação que possuem em comum a promoção do protagonismo das pessoas, como também a horizontalidade da comunicação, buscando diminuir as diferenças hierárquicas, ampliando o acesso à cultura e à informação de maneira crítica e autônoma.
No Brasil, o Núcleo de Comunicação e Educação (NCE), que foi criado em 1996 no espaço da Universidade de São Paulo (USP), reuniu um grupo de pesquisadores de algumas universidades brasileiras interessadas na inter-relação entre Comunicação e Educação. Seu primeiro grande trabalho foi uma pesquisa junto a 176 especialistas de 12 países da América Latina e países da Península Ibérica para conhecer a respeito de suas práticas profissionais nesta inter-relação. O resultado foi surpreendente: descobriu-se que a interface entre Comunicação e Educação, desenvolvida tradicionalmente na forma de uma complementação mútua (como, por exemplo, a educação usando as tecnologias da comunicação ou a comunicação produzindo para a educação), havia se transformado em integração, com o surgimento de um campo novo e distinto: a educomunicação.
Com os dados da pesquisa, o NCE conseguiu definir o campo da educomunicação como sendo o espaço que membros da sociedade se encontram para implementar ecossistemas comunicativos democráticos, abertos e participativos, impregnados da intencionalidade educativa e voltado para a implementação dos direitos humanos, especialmente o direito à comunicação. Para que isso ocorra, os profissionais da educomunicação trabalham com o conceito de planejamento, implementação e avaliação de projetos, desenvolvendo suas atividades assistidos por teorias da comunicação que garantam a dialogicidade dos processos comunicativos.
Posteriormente, a Associação Brasileira de Pesquisadores e Profissionais em Educomunicação foi criada com caráter educativo, científico-cultural, interdisciplinar, de âmbito nacional, sem fins lucrativos, com duração de tempo indeterminado e regida por legislação e estatuto próprio. Com o objetivo de reunir profissionais, pesquisadores e pesquisadoras da educomunicação, a ABPEducom surgiu das conclusões dos trabalhos da reunião de especialistas na interface Comunicação/Educação ocorrida em Recife (PE), no dia 2 de setembro de 2011, durante o I Colóquio de Professores. Depois disso, um Grupo de Trabalho organizou os instrumentos legais para a criação da associação, até que durante as atividades do IV Encontro Brasileiro de Educomunicação aconteceu mais uma reunião de especialistas, na ECA-USP em dezembro de 2012 , na qual se aprovou o Estatuto da Associação e a reunião fundante da organização.
Tanto NCE, quanto ABPEducom, trabalham em conjunto para disseminar o conceito de educomunicação e tem como seu principal desafio, hoje, legitimar socialmente e converter a educomunicação em referencial para políticas públicas, como por exemplo, com a realização de eventos e produção de e-books sobre o tema.

## Método e conceito
Educomunicação é tanto uma prática quanto um conceito na interface entre Educação e Comunicação. Como prática, propõe novos tipos de aprendizagem, utilizando recursos tecnológicos e novas perspectivas na comunicação, de forma mais democrática, visando a autonomia e a participação social, além da horinzontalidade das relações.
O conceito de Educomunicação entendido pelo professor Ismar de Oliveira Soares é "o conjunto das ações inerentes ao planejamento, implementação e avaliação de processos, programas e produtos destinados a criar e fortalecer ecossistemas comunicativos em espaços educativos presenciais ou virtuais, tais como escolas, centros culturais, emissoras de TV e rádios educativos", e outros espaços formais ou informais de ensino e aprendizagem.
Com a Educomunicação, estuda-se e trabalha-se em cima de atitudes, comportamentos, valores e decisões considerando as relações com o mundo e com os fatores sociais, políticos, culturais e econômicos. Nesse sentido, o desafio é como inserir na escola e na educação, conteúdos comunicativos que contemplem experiências culturais heterogêneas, através das novas tecnologias da informação e da comunicação. Embora a educação midiática esteja envolvida na concepção de programas escolares em muitos países, existem agora muitas propostas relacionadas à unificação de um quadro comum para avaliar e criar estratégias unificadas para o desenvolvimento deste tipo de competência nos cidadãos.
Possivelmente, o primeiro a utilizar o termo "Edu-comunicador" foi o jornalista argentino Mário Kaplun, referindo-se ao voluntário ou profissional capaz de mediar processos de jornalismo alternativo e projetos de rádio comunitária. O termo pode ser visto no livro Una Pedagogia de La Comunicacion, lançado em 1998. O nome inspirou o conceito "Educomunicação", utilizado por Jesus Martin Barbero e pela ONU; Porém o conceito tem sido ampliado, atualizado e reformulado, com grande contribuição do NCE: Núcleo de Comunicação e Educação da ECA-USP.
Paulo Freire é outra referência para o estudo da Educomunicação, Freire entende a educação como uma atividade que depende do ato comunicativo para a construção do conhecimento. Sua forma de pensar a educação, consolidada ao longo dos anos 1960, encontra paralelo na obra do linguista russo Mikhail Bakhtin. As obras de Bakhtin, dão grande ênfase às características culturais da comunicação, reconhecendo a diversidade linguística e a diferença entre os interlocutores. Dessa forma, a Educomunicação, área que propõe um olhar diferenciado sobre as relações entre educação e comunicação, também utilizam-se das principais ideias de Freire e Bakhtin.
Paulo Freire enfatiza a importância da comunicação na educação popular e amplia o conceito buscando a ideia de horizontalidade nessas relações. Em tese de mestrado Walberto Barbosa Silva cita Freire : "Nivelar, ou se adequar à comunicação de determinado grupo requer uma série de procedimentos, dos quais alguns se encontram no método de alfabetização em questão." 
Apesar de estar falando especificamente de alfabetização nesse caso, fica claro a importância para Freire de uma comunicação que abranja os valores e a cultura de todos participantes do processo para ampliar as vias de acesso aos saberes e ampliar os canais de conhecimento. A educomunicação passa pela construção coletiva de novos saberes e novas formas de se comunicar.
Outra referência brasileira é o professor doutor Claudemir Edson Viana. Bacharel e licenciado em História pela USP, é mestre e doutor em Ciências da Comunicação pela USP, com pesquisas sobre Educomunicação, Mídia e Criança, o Lúdico e a Aprendizagem na Cibercultura, Jogos Digitais e Internet no cotidiano infantil. Atualmente é docente da Licenciatura em Educomunicação e da pós graduação em Ciências da Comunicação da ECA/USP, também coordena do Núcleo de Comunicação e Educação (NCE/USP).
Ele foi autor da primeira tese sobre educomunicação, chamada “O Processo Educomunicacional: A Mídia na Escola”. O estudo fez a análise sobre o uso de produtos midiáticos comerciais e de ficção, jornal e programa televisivo, em situação formal de ensino. O principal objetivo foi entender a metodologia de ensino quando da inserção de produtos midiáticos, ou seja, educação pela mídia; e como esta metodologia contribui para a capacidade de leitura crítica dos mesmos ou através deles, ou seja, educação para a mídia. Estas abordagens sobre a relação educação e comunicação estão abarcadas no conceito de Educomunicação, apresentado nesta dissertação de mestrado.

## Áreas de intervenção
Segundo pesquisa realizada pelo NCE, são áreas de intervenção da educomunicação:
- Educação para comunicação.
- Expressão comunicativa por meio da arte.
- Pedagogia da Comunicação.
- Produção de mídia educativa.
- Mediações tecnológicas no espaço educativo.
- Gestão dos processos comunicativos.
- Reflexão epistemológica sobre a educomunicação.

No Brasil os estudos sobre educomunicação estão muito avançados, havendo faculdades com cursos de graduação e especialização e até um programa de mestrado acadêmico. No entanto, entende-se que o educomunicador não é formado na e pela academia, mas sim no prática educomunicativa, que pode acontecer dentro ou fora da escola, em ambientes formais ou informais de aprendizagem. O educomunicador pode ser formado também na produção de mídias, quando preocupada com a pluralidade cultural, participação popular, a consciência crítica e demandas que não costumam interessar à mídia comercial. O educomunicador não é um mero profissional da mídia, nem do mundo educacional, nem pode ser considerado a soma de ambos. É uma nova figura profissional que, a partir de ambas as profissões, oferece um perfil profissional diferenciado e específico que combina sua bagagem comunicativa com suas competências formativas, dado que seu principal alvo é a "audiência" de uma sociedade mediada em seus mais diversos cantos.

### Educomunicação x TIC
A Educomunicação é epistemologicamente diferente das Tecnologia de Informações e Comunicação (TIC). Quando falamos em TIC ou simplesmente Informática Educativa, na realidade, estamos falando de ações pedagógicas que colocam a ênfase nos conteúdos e efeitos produzidos, isto é, em uma estratégia para tornar o conteúdo mais atraente para o aluno, utilizando os meios de comunicação. Sendo assim, a TIC substitui o quadro negro enquanto ferramenta. Já a Educomunicação, coloca a sua ênfase no processo, ou seja, apesar de o conteúdo e o efeito fazerem parte de toda ação pedagógica, o processo educomunicativo não estabelece um "teto de desenvolvimento do conhecimento".
Segundo Juán Diáz Bordenave e Mário Kaplún, quanto aos modelos de educação, existem o modelo exógeno - que põe sua ênfase, na mídia, para produção de conhecimento. Já o modelo endógeno - a ênfase está sobre o sujeito e o processo de produção, isto é, uma relação dialogal entre educador e educando. Mario Kaplún afirma que este último modelo, que poderiamos chamar educomunicativo, propõe um relacionamento horizontal entre aluno e professor.
A educomunicação tem como protagonista o criador, através do texto publicado pelo site educador.brasilescola, percebesse  que a pratica da educomunicação, favorece a nosso educando um aprendizado rico e desafiador, visando fortalecer seu conhecimento de forma construtiva e inovadora.

### Mediações tecnológicas no espaço educativo
A escola pode ser um local privilegiado para que os alunos desenvolvam habilidades e se tornem receptores mais preparados frente às mensagens divulgadas pelos veículos midiáticos.  Os estudo de Martín-Barbero, filósofo espanhol que se radicou na América Latina têm deixado contribuições para o entendimento   da recepção midiática. O  pensador  propôs o estudo da comunicação a partir da cultura.  Para  ele,  mais  importante  que estudar as  intencionalidades dos  meios,  era entender a produção de sentidos por parte dos receptores: "o eixo do debate deve se deslocar dos meios para as mediações, isto é, para as articulações entre práticas de comunicação e movimentos sociais, para   as   diferentes   temporalidades   e   para   a   pluralidade   das   matrizes culturais (MARTÍN-BARBERO, 1997, p.258).   

Martín-Barbero propõe explorar as “mediações”, o “espaço” onde acontecem as interações entre a produção e a recepção midiática. Propondo três instâncias fundamentais de mediação: a cotidianidade familiar, a temporalidade social e a competência cultural. As contribuições de   Martín-Barbero foram utilizadas especialmente pelo pesquisador mexicano Guilherme Orozco Gomez, que volta seus estudos para a recepção infantil das mensagens televisivas. Orozco desenvolveu o conceito de “multimediações”  para caracterizar as mediações das mais variadas naturezas utilizadas pelo receptor, de caráter psicológico, cognitivo, estrutural. Para o pensador, instituições como a família, a escola, a igreja, os partidos, também influenciam o receptor.
O Grupo de Pesquisa Mediações Educomunicativas (MECOM), sob a coordenação do prof. Dr. Adilson Citelli, encontra-se estabelecido no Departamento de Comunicações e Artes da Escola de Comunicações e Artes-USP. Certificado pelo CNPq (número 0118368098237653), o grupo atua há quase vinte anos desenvolvendo pesquisas, engajando-se em diversas atividades acadêmicas e publicando obras científicas. Sua missão essencial consiste em investigar as intersecções comunicativo-educativas e educomunicativas, abrangendo áreas como: influência midiática nos ambientes escolares; análise crítica dos mecanismos comunicacionais e suas mensagens; padrões de consumo midiático por professores e alunos; e os contrastes entre o ritmo das práticas didático-pedagógicas e a aceleração tecno-tecnológica. Sua investigação mais recente, intitulada "Ensino remoto emergencial e transições associadas", lançada em 2023, analisa os efeitos do ensino remoto emergencial nas instituições de ensino básico.

### Educomunicação Socioambiental
A Educomunicação Socioambiental é formada na interface entre as áreas da Educação Ambiental e da Educomunicação. O conceito foi propagado pela primeira vez na gestão de Marina Silva no Ministério do Meio Ambiente, por iniciativa da Diretoria de Educação Ambiental, pelo programa de Educomunicação Socioambiental deste ministério, com o objetivo de estimular a produção e difusão de conteúdos na área de comunicação ambiental e educação ambiental. É um campo teórico-prático que se dispõe a trabalhar questões voltadas à educação para as mídias pelo olhar das questões socioambientais.
Desde então diversos trabalhos foram publicados sobre o tema, que adquire cada vez mais relevância diante da crise climática global e outros problemas ambientais. O Universo Educom, Blog criado para promover a educomunicação entre adolescentes, jovens, educadores(as) e pesquisadores(as), tem uma área em seu portal dedicada para matérias com o tema da Educomunicação Socioambiental.
Segundo o Guia Prático em Educomunicação Socioambiental, o elo de intersecção da Educomunicação com a Educação Ambiental está no fato de ambas possuírem um caráter interdisciplinar e transdisciplinar, e se entende como o conjunto de ações e valores correspondentes à dimensão pedagógica dos processos comunicativos ambientais, marcados pela abertura ao diálogo, à participação e ao trabalho colaborativo.
Uma referência a ser mencionada como professora e pesquisadora da área é a Professora Thaís Brianezi.Thaís Brianezi é professora da Escola de Comunicações e Artes (ECA) da Universidade de São Paulo (USP), com formação em Jornalismo pela mesma instituição, mestrado em Sociedade e Cultura na Amazônia pela Universidade Federal do Amazonas (Ufam) e doutorado em Ciências Ambientais pela USP. Sua trajetória acadêmica e profissional é marcada pela interseção entre comunicação, educação e questões socioambientais. Atuou como analista de políticas públicas e gestão governamental, além de ter trabalhado na Secretaria do Verde e do Meio Ambiente da Prefeitura de São Paulo, na área de educação ambiental. É membro fundadora da International Environmental Communication Association (IECA), presidenta do Fundo Brasileiro de Educação Ambiental (FunBEA) e conselheira da Action Aid Brasil. Além disso, integra a Articulação Nacional de Políticas Públicas de Educação Ambiental (Anppea), a Associação Brasileira de Pesquisadores e Profissionais em Educomunicação (ABPEducom) e o Comitê Consultivo da Secretaria Especial de Mudanças Climáticas da Prefeitura de São Paulo (SECLIMA). É também editora adjunta da revista Ambiente & Sociedade e co-coordenadora do Grupo de Trabalho de Políticas Públicas de Educação Ambiental da Associação Nacional de Pós-Graduação e Pesquisa em Ambiente e Sociedade (ANPPAS).
No campo da pesquisa, Thaís Brianezi tem se dedicado ao estudo da educomunicação socioambiental, com ênfase na articulação entre comunicação, educação ambiental e desenvolvimento sustentável. Sua produção acadêmica inclui artigos como “A Educomunicação como Comunicação para o Desenvolvimento Sustentável” (2022), publicado na Revista Latinoamericana de Ciencias de la Comunicación, e “Os Desafios de Comunicação Pública das Ciências na Mutação Climática” (2024), na revista MATRIZES. Além disso, coautora do livro “Como Construir Políticas Públicas de Educação Ambiental para Sociedades Sustentáveis” (2015), que aborda estratégias para a implementação de políticas públicas eficazes na área ambiental. Sua atuação também se estende à formação de professores e ao desenvolvimento de projetos educomunicativos, visando promover a participação cidadã e a conscientização ambiental nas escolas e comunidades.
O projeto “Como a Educomunicação pode ampliar e qualificar as práticas de Educação Ambiental Climática na Educação Básica no Brasil?”, também conhecido como Educom & Clima, orientado pelo Professor Dr. Ismar de Oliveira Soares e coorientado pela Professora Dra. Thaís Brianezi, busca compreender como as práticas educomunicativas podem melhorar a educação climática nas escolas, contribuindo para que as comunidades escolares assimilem o conhecimento sobre a emergência climática de forma crítica e criativa, capacitando-as para promover ações locais. Está é uma iniciativa do Núcleo de Comunicação e Educação da Escola de Comunicações e Artes da Universidade de São Paulo-NCE/ECA/USP, em parceria com o Ministério do Meio Ambiente e Mudança do Clima-MMA, a Secretaria Municipal de Educação de São Paulo -SME- SP, o Programa Cemaden Educação, o Movimento Escolas pelo Clima, a Articulação Nacional de Políticas Públicas em Educação Ambiental (Anppea) e apoiada pelo Programa de Pesquisa em Políticas Públicas-PPPP da Fundação de Amparo à Pesquisa do Estado de São Paulo (FAPESP). Uma colaboração que garante a participação de especialistas em educação, comunicação e políticas públicas, além de proporcionar a aplicação prática da pesquisa em escolas da rede municipal.

### Princípios da Educomunicação Socioambiental
Os princípios da Educomunicação Socioambiental são comuns aos princípios do Programa Nacional de Educação Ambiental (ProNEA), programa iniciado pelo governo federal brasileiro em 1996 com o objetivo fomentar a Educação Ambiental e conscientização em todos os níveis de ensino para a promoção do meio ambiente ecologicamente equilibrado.  A Lei Federal 9.795, de 1999, instituiu a Política Nacional de Educação Ambiental, e por meio do Decreto nº 4.281/2002, regulamentou que a gestão desta política será competência do Ministério do Meio Ambiente e do Ministério da Educação. Uma das linhas de atuação do ProNEA é a “Comunicação para a Educação Ambiental” descrita como: “produzir, gerir e disponibilizar, de forma interativa e dinâmica, as informações relativas à Educação Ambiental”. No Art. 4o desta lei consta que são princípios básicos da educação ambiental: 
I - o enfoque humanista, holístico, democrático e participativo; 
II - a concepção do meio ambiente em sua totalidade, considerando a interdependência entre o meio natural, o socioeconômico e o cultural, sob o enfoque da sustentabilidade; 
III - o pluralismo de ideias e concepções pedagógicas, na perspectiva da inter, multi e transdisciplinaridade; 
IV - a vinculação entre a ética, a educação, o trabalho e as práticas sociais; 
V - a garantia de continuidade e permanência do processo educativo; 
VI - a permanente avaliação crítica do processo educativo; 
VII - a abordagem articulada das questões ambientais locais, regionais, nacionais e globais; 
VIII - o reconhecimento e o respeito à pluralidade e à diversidade individual e cultural.

## Graduação em Educomunicação
No Brasil, a Universidade de São Paulo (USP) e a Universidade Federal de Campina Grande (UFCG) são instituições que oferecem o curso de graduação em Educomunicação. O curso é oferecido na modalidade de Licenciatura pela Universidade de São Paulo (USP) e na modalidade de Bacharelado pela Universidade Federal de Campina Grande (UFCG).
Na Universidade de São Paulo (USP), o curso de graduação em Educomunicação é oferecido na modalidade de Licenciatura dentro da  Escola de Comunicações e Artes (ECA-USP) o curso tem disciplinas também na Faculdade de Educação da Universidade de São Paulo. Criada em 2011, a Licenciatura em Educomunicação na Universidade de São Paulo busca formar um profissional capaz de atuar como gestor de processos comunicacionais no espaço educativo, por meio de um aprofundamento teórico e prático nas áreas de Educação e Comunicação Social. Os profissionais licenciados em Educomunicação podem atuar tanto em espaços educativos quanto em ambientes de comunicação, exercendo o papel de comunicadores com um viés pedagógico, nas diversas atividades comunicacionais. Esses profissionais assumem um papel central como mediadores, articulando processos comunicativos e educativos por meio de múltiplas linguagens, mídias e tecnologias. Graças a versatilidade do curso, é comum encontrar educomunicadores atuando em áreas diversas, como produção de conteúdo educativo e comercial, gestão de projetos socioculturais, coordenação de mídias, criação de materiais didáticos interativos, design gráfico e digital, comunicação interna e externa de empresas, assessoria de imprensa, redes sociais, além de projetos de mídia comunitária e educação midiática em ONGs, escolas e instituições públicas. 
As habilidades requeridas para o profissional graduado na área de Licenciatura em Educomunicação deve demonstrar capacidade de trabalhar em grupo, pesquisar, ser criativo e aberto às inovações, emprestando consistência teórica às práticas junto aos discentes. Para tanto, deve demonstrar conhecimentos em profundidade sobre as teorias relacionadas à inter-relação entre a  Comunicação e a Educação e possuir as habilidades necessárias para o desenvolvimento das práticas pedagógicas e didáticas deles decorrentes, na qualidade de professor de comunicação, dominando, por outro lado, as linguagens e tecnologias midiáticas indispensáveis ao exercício de suas funções. Trata-se, pois, de um professor diferenciado, com habilidades intelectuais e práticas para dominar o universo representado pela inter-relação Comunicação/Educação/Tecnologias da Informação, no contexto de práticas pedagógicas que valorize os alunos como membros de uma cultura que se qualifica como inserida na "sociedade da informação" .
Já na Universidade Federal de Campina Grande (UFCG), a graduação é ofertada na modalidade de Bacharelado em Comunicação Social com ênfase em Educomunicação. Onde o egresso, na perspectiva de um bacharelado em Comunicação Social, faz pressupor uma formação que inter-relaciona os campos da comunicação e da educação, com ênfase na constituição de sujeitos sociais que, mediadores e protagonistas nas relações dialógicas entre mídias e sociedade reconfiguram os sentidos nas ações comunicativas. O currículo do curso contempla a interdisciplinaridade, em um projeto cujo escopo perpassa pela responsabilidade de formação de gestores “dos” e “nos” processos comunicacionais mediados . 

## Pós-Graduação em Educomunicação
O Programa de Pós-Graduação em Educomunicação e Linguagens na Amazônia (PPGEL-Amazônia) é atualmente o único programa de pós-graduação em Educomunicação do Brasil. Ele está vinculado à Universidade Federal do Amazonas (UFAM), no Instituto de Ciências Sociais, Educação e Zootecnia (ICSEZ), em Parintins (AM) e oferece curso de mestrado stricto sensu. 
Segundo informações do site do Programa, "o objetivo do curso é formar pesquisadores capazes de trabalhar com as diferentes mídias, tecnologias de comunicação e linguagens digitais, tanto para a educação como para a formação cidadã no contexto amazônico. Nesse sentido, o egresso do curso será capaz de trabalhar em pelo menos três diferentes frentes relacionadas às populações da Amazônia, seja desenvolvendo projetos e trabalhos que visem processos educativos (formais, não-formais e/ou informais); ressignificando a ideia de comunicação no contexto amazônico; ou pensando, construindo, utilizando e transmitindo, sempre de forma crítica, as diferentes linguagens digitais e midiáticas".
No entanto, mesmo que o PPGEL-Amazônia seja o único programa de pós-graduação com mestrado stricto sensu em Educomunicação no Brasil, o campo teórico-prático tem sido pesquisado e desenvolvido em programas de pós-graduação em diversas instituições públicas e privadas de ensino, a exemplo do Programa de Pós-Graduação em Ciências da Comunicação - PPGCOM da Universidade de São Paulo (USP) e do Programa de Pós-Graduação em Educação Ambiental - PPGEA da Universidade Federal do Rio Grande (FURG). 